# Thảm sát Peterloo

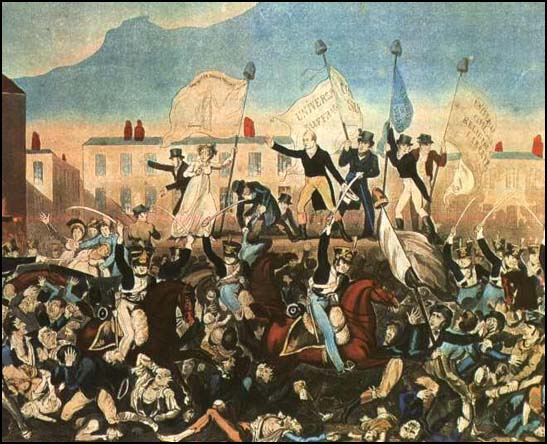
Hình vẽ Thảm sát Peterloo, Richard Carlile

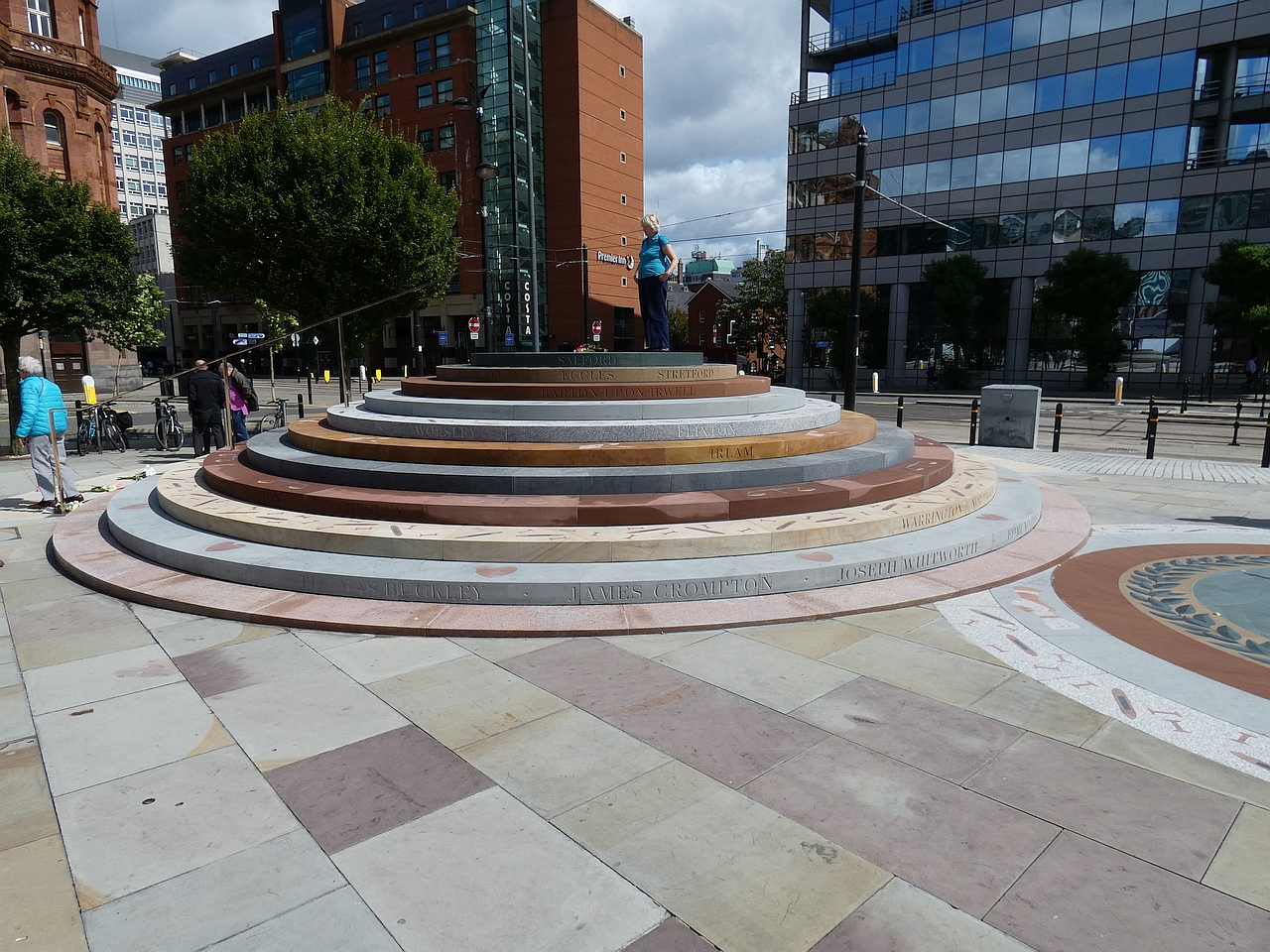
Tượng đài vinh danh tên những người thiệt mạng trong vụ thảm sát

Thảm sát Peterloo diễn ra ở công trường St. Peter tại trung tâm thành phố Manchester vào ngày 16 tháng 8 năm 1819, khiến 18 người chết và khoảng từ 400 - 700 người bị thương. Nó là kết quả của một cuộc tấn công khi kỵ binh lao vào đám đông đang tham dự một cuộc biểu tình hòa bình để yêu cầu cải cách cơ chế đại diện Quốc hội và thay đổi các khoản thuế.

## Diễn biến
Cuộc biểu tình được Hội Công đoàn Yêu Nước Manchester tổ chức để chống lại các khoản thuế vụ ngũ cốc và để biểu tình đòi hỏi cải cách Quốc hội. Các diễn giả chính bao gồm Richard Carlile, John Cartwright và Henry Hunt.
Số người biểu tình, theo ước tính lúc đó là từ 15.000 tới 30.000, nhưng theo ước tính gần đây là từ 60.000 và 80.000 người. Diễn giả chính Henry Hunt đến sau 13:00 và dự định sẽ có bài phát biểu lúc 13:20. Tuy nhiên, chính quyền địa phương quyết định giải tán cuộc họp lúc 13:30, và bắt giữ các nhà lãnh đạo. 720 kỵ sĩ cùng hai khẩu súng pháo, vài trăm lính bộ binh và cảnh sát được chuẩn bị sẵn sàng. 120 kỵ binh rút kiếm xông vào đám đông để vây bắt các diễn giả Henry Hunt, Joseph Johnson, một vài người khác, bao gồm cả các nhà báo, cũng bị bắt. Khi đám đông chống cự, đoàn kỵ binh tấn công họ, dẫn đến số lượng cao những người bị thương và tử vong.

## Hậu quả
Sự kiện đã dẫn tới sự phẫn nộ của cánh báo chí. James Wroe của báo Manchester Observer tạo ra cụm từ "Thảm sát Peterloo" dựa theo trận chiến của Waterloo, trong đó các chiến sĩ của trung đoàn kỵ binh xứng đáng đạt được một huy chương dũng cảm. Hai nhà báo từ London John Edward Taylor của The Times và John Tyas chỉ trích quyết liệt phản ứng của chính phủ Anh dưới quyền của Lord Liverpool. Diễn giả Richard Carlile đã chạy thoát và tường thuật lại sự kiện trong tờ báo của mình, Sherwin's Political Register. Wroe và Carlile sau đó bị bắt giữ vì đã công bố bài báo.
Các nhà chức trách địa phương được bộ trưởng bộ nội vụ Henry Addington, Tử tước thứ nhất của Sidmouth khen thưởng cho hành động của họ.
Sự phẫn nộ về sự kiện thảm sát này làm cho thêm nhiều người tham gia phong trào phản đối.

## Phim
Những sự kiện này là trọng tâm nội dung của bộ phim Peterloo phát hành năm 2018 của đạo diễn Mike Leigh.